# Epsilon Geminidy
epsilon Geminidy (ε Geminidy, EGE) – rój meteorów aktywny od 14 do 27 października. Jego radiant znajduje się w gwiazdozbiorze Bliźniąt. Maksimum roju przypada na 18 października, jego aktywność jest średnia, a obfitość roju wynosi 3 meteory na godzinę. Prędkość meteorów z roju jest wysoka i wynosi 70 km/s. Zmienna aktywność roju powodowała, że rój ten bywał pomijany w obserwacjach i badaniach. Stosunkowa duża zmienność położenia radiantu roju wskazuje, że jest to stosunkowo młody strumień. 
Źródło roju nie jest znane. Odkrycie roju przypisuje się Williamowi Denningowi w roku 1899, choć pierwszym obserwatorem mógł być 19 października 1868 roku T. W. Backhouse.